# Rio American
O Rio American (em inglês:  American River, Río de los Americanos no período mexicano) localizado na Califórnia, tem um importante papel na história dos Estados Unidos. Em sua margem foi construída Sutter's Mill, local onde ouro foi descoberto em 1848 e que levou à Corrida do ouro na Califórnia. Ele sai das montanhas da Serra Nevada através de Sacramento e desagua no Rio Sacramento, o qual por sua vez desagua na Baía de São Francisco. O rio é conhecido por sua correnteza rápida.